# Stéphanie Benson
 (février 2019).
Si vous disposez d'ouvrages ou d'articles de référence ou si vous connaissez des sites web de qualité traitant du thème abordé ici, merci de compléter l'article en donnant les références utiles à sa vérifiabilité et en les liant à la section « Notes et références ».
Pour les articles homonymes, voir Benson.
Stéphanie Benson (née le 14 février 1959 à Londres) est une écrivaine franco-britannique.

## Biographie
Stéphanie Benson est la fille d'une mère institutrice et d'un père fonctionnaire. Après un bac littéraire, elle intègre l'université de Keele pour une licence de psychologie et de russe. En 1981, elle s'installe en France à Collioure, puis près de Cahors où elle travaille comme éducatrice avant de vivre près de Bordeaux.
Elle en est venue à écrire en 1986, et en français : « Pour en finir vraiment avec l'Angleterre. C'était repartir à zéro, ne plus avoir de lien avec ce milieu plein de tabous et d'interdits. » Elle a publié son premier roman, Une Chauve-souris dans le grenier aux éditions L'Atalante en 1992.
Après une carrière d'auteur professionnel, elle passe l'agrégation d’anglais, soutien une thèse, devient maîtresse de conférences et enseigne la didactique de l'anglais plusieurs années à l'université Bordeaux Montaigne avant de regagner l’Irlande du Nord en 2018.
Elle est l'auteure de la série policière Epicur et la créatrice de la collection à succès de romans pour apprendre les langues (anglais, allemand, espagnol) Tip Tongue, romans à différents niveaux de compétences qui commencent en français et passent progressivement dans une autre langue.
Elle a également publié des nouvelles, de la poésie, des pièces de théâtre et collaboré à l’écriture de la première saison de la série télévisée Mafiosa sur Canal Plus.

## Publications

### SérieMaître des agneaux
- Maître des agneaux 1 - Les Compagnons du loup (L'Atalante coll. « Bibliothèque de l'évasion », 1998)
- Maître des agneaux 2 - L'Adoration des bergers (L'Atalante coll. « Bibliothèque de l'évasion », 1998)
- Maître des agneaux 3 - La Brebis galeuse (L'Atalante coll. « Bibliothèque de l'évasion », 1998)
- Jours de pluie suivi de Fugue majeure (L'Atalante coll. « Bibliothèque de la chamaille », 2004)
- La Sirène de Misty City (Baleine, 2009).Même mechante

### Romans policiers
- Crève de plaisanterie (Éditions Baleine, coll. « Le Poulpe » Série Chéryl).
- Le Passage (Éditions Baleine, Macno, 1999).
- Le Dossier Lazare (coll. « Rivages/Noir », 2001)
- Un singe sur le dos (coll. « Folio policier », 2000)
- Le Loup dans la lune bleue (coll. « Folio policier », 2002) Prix Michel-Lebrun.
- Requiem en bleu (J'ai lu Policier, 2006)
- Une chauve-souris dans le grenier (coll. « Folio policier », 2000)
- Un meurtre de corbeaux (coll. « Rivages/Noir », 1999)
- La Mort en rouge (J'ai lu Policier, 2005)
- Si sombre Liverpool (L'Atalante coll. « Bibliothèque de l'évasion », 1999)
- Le Diable en vert  (J'ai lu Policier, 2004)
- Synchronicité II - Brumes sur la Mersey (L'Atalante coll. « Insomniaques et ferroviaires », 1999)

### sérieEpicur(Les contrebandiers éditeurs, puis Seuil Points Policier)
1. Carnivore express (2000)
2. Palazzo maudit (2001)
3. Biblio-quête (2001)
4. Nucléaire Chaos (2002)
5. Berlinale Blitz (2004)
6. Tolérance Zéro (2005)

### sérieAl teatro(L'Atalante,coll.«Insomniaques et ferroviaires»)
- Al teatro. Cavalier seul (2001)
- Al teatro, Tome 2 : Cheval de guerre (2003)
- Al teatro, Tome 3 : Moros (2004)

### Romans de littérature d'enfance et de jeunesse
- Une épine dans le pied (Syros coll. « Souris noire », 2011)
- La Disparue de la 6e B (Syros coll. « Souris noire », 2011)
- L'Inconnue dans la maison (Syros coll. « Souris noire », 2010)
- Shooting Star (Syros coll. « Rat Noir », 2011)
- Virgile et le Chaînon manquant (Les contrebandiers éditeurs coll. « Langue mortelle », 2006)
- Salomé et le puits sans fond (Les contrebandiers éditeurs coll. « Langue mortelle », 2007)
- Ronan le défaiseur (Magnard coll. « Tipik junior », 2004)
- La Revanche de Momo (Magnard coll. « Les p'tits policiers », 2001)
- Cauchemar rail (Syros coll. « Souris noire », 2004)
- Le Cheval fantôme (Syros coll. « Souris noire », 2000)
- Les Enfants de la pleine lune (Degliame coll. « Cadran bleu », 2000)
- Trans Europa (Gallimard Jeunesse coll. « Voyage en page », 2008)

### SérieLe Furet enquête
- - Le Mystère de la toile d'araignée (Éditions Albin Michel, 1998)
  - Haute tension (Éditions Albin Michel, 2001)

### SérieZelna & co(Milan)
- Zelna contre les vampires (2000)
- Les vampires contre-attaquent (2001)
- La Disparue de la 6e B (Syros coll. « Souris noire »,9 mars 2011)

### Nouvelles
- Dans le recueil Bloody Birthday : 10e anniversaire du salon du polar de Montigny-les-Cormeilles (Éditions La Branche, 2007)
- Dans le recueil Hollywood  (Eden Productions, 2000)
- Dans le recueil Du noir dans le blanc (Écailler du Sud, 2004)
- Dans le recueil La Guerre (Éditions Hydromel, 2011)
- Le Centenaire, dans le recueil Rouge Cent (Les éditions Arcane 17, 2020)

### Traductions
- Crow Killers : Tueurs de corbeaux de Scott Phillips

## Récompenses et distinctions
- Prix Michel-Lebrun de la Ville du Mans 1997 pour Le loup dans la lune bleue[1]